# Gundolf Tessmann
Gundolf Tessmann (* 29. Mai 1954; † 18. Mai 2023 in Braunschweig) war ein Rechtsanwalt und Geschäftsführer von New Yorker.

## Leben
Tessmann verteidigte im Jahr 1987 den Hauptangeklagten im damals größten Wirtschaftsprozess der Welt. Er verhandelte mit dem damaligen Vorstandsvorsitzenden Carl Hahn und erreichte die Freilassung seines Mandanten bei einem erwarteten Schaden für den Volkswagenkonzern von über 500 Millionen D-Mark. Kurze Zeit später wechselte er in die Wirtschaft. Als kooptiertes Mitglied des Vorstandes von Hansa Rostock begleitete er den Meister der DDR-Oberliga in die Fußball-Bundesliga und hatte einen großen Anteil an der Zusammenarbeit des Vereins mit Großsponsoren.
Er wurde im Jahr 1990 von New Yorker unter Vertrag genommen und strukturierte unter der Regie des heutigen alleinigen Gesellschafters Friedrich Knapp den Konzern um. 1994 wechselte er zur SMAG Salzgitter Maschinenbau GmbH und übernahm im Auftrag des geschäftsführenden Gesellschafters Oestmann die Betreuung von asiatischen Joint Ventures und von diversen Großprojekten. Wenige Jahre später wechselte er zurück zu New Yorker.
Einen letzten von den Medien beachteten Auftritt als Verteidiger hatte er im Rahmen der Verteidigung des Präsidenten einer ukrainischen Großbank.
Tessmann erkrankte an der Parkinson-Krankheit und lebte zurückgezogen überwiegend in Zentralafrika.
Gundolf Tessmann starb am 18. Mai 2023 in Braunschweig.